# Смит, Джастус
Джастус Кетчум Смит (англ. Justus Ketchum Smith; 28 марта 1922, Спокан, Вашингтон — 20 ноября 2013, Йорк, Пенсильвания) — американский гребец, выступавший за сборную США по академической гребле в конце 1940-х годов. Чемпион летних Олимпийских игр в Лондоне, победитель и призёр многих студенческих регат.

## Биография
Джастус Смит родился 28 марта 1922 года в городе Спокан, штат Вашингтон.
Занимался академической греблей во время учёбы в Калифорнийском университете в Беркли, состоял в местной гребной команде «Калифорния Голден Бирс», неоднократно принимал участие в различных студенческих регатах.
Наивысшего успеха в гребле на международном уровне добился в сезоне 1948 года, когда вошёл в основной состав американской национальной сборной и благодаря череде удачных выступлений удостоился права защищать честь страны на летних Олимпийских играх в Лондоне. В составе распашного экипажа-восьмёрки с рулевым в финале обошёл всех своих соперников, в том числе более чем на 10 секунд опередил ближайших преследователей из Великобритании, и тем самым завоевал золотую олимпийскую медаль.
Окончил университет, получив степень в области садово-парковой архитектуры. Впоследствии работал по специальности консультантом в сфере регионального планирования в западных штатах США.
Умер 20 ноября 2013 года в Йорке, штат Пенсильвания, в возрасте 91 года.